# Pargny-sous-Mureau
Pargny-sous-Mureau är en kommun i departementet Vosges i regionen Grand Est (tidigare regionen Lorraine) i nordöstra Frankrike. Kommunen ligger i kantonen Neufchâteau som tillhör arrondissementet Neufchâteau. År 2022 hade Pargny-sous-Mureau 184 invånare.

## Befolkningsutveckling
Antalet invånare i kommunen Pargny-sous-Mureau
| Referens: INSEE |